# The Lost (Class)
Pour les articles homonymes, voir Lost.
The Lost est le huitième épisode de la série télévisée britannique de science-fiction Class, spin-off de Doctor Who. Il est diffusé originellement sur BBC Three le 3 décembre 2016.

## Distribution
Sauf indication contraire, les informations mentionnées dans cette section peuvent être confirmées par la base de données cinématographiques IMDb,  présente dans la section « Liens externes ».
- Greg Austin : Charlie
- Fady Elsayed (en) : Ram
- Sophie Hopkins : April
- Vivian Oparah (en) : Tanya
- Katherine Kelly : Mlle Quill
- Jordan Renzo (en) : Matteusz Andrzejewski
- Pooky Quesnel (en) : Dorothea Ames
- Paul Marc Davis (en) : Corakinus
- Aaron Neil : Varun Singh
- Shannon Murray : Jackie MacLean
- Ellie James : étudiante
- Natasha Gordon : Vivian Adeola
- Cyril Nri : Chair
- Sam Sweeney : Sam
- Jim Moray : musicien de folk
- Richard Price : Shadow Kin (non crédité)

## Résumé
L'invasion de la Terre par le peuple de l'Ombre a commencé... Tout le monde ne finira pas en vie...

### Continuité
- Mlle Quill est toujours enceinte, à la suite des événements de The Metaphysical Engine, or What Quill Did.
- On découvre que Dorothea Ames fait aussi cours à la classe de Charlie, Ram, April, Tanya et Matteusz.
- Charlie regarde de nouveau l'intérieur du Cabinet des Âmes, comme à la fin de For Tonight We Might Die.
- La mère de Tanya se fait tuer par un membre du peuple de l'Ombre.
- Lorsque Charlie menace Dorothea avec l'arme de Quill, il lui dit qu'elle s'en remettra, ce qui est exactement ce qu'elle lui avait dit dans Brave-ish Heart.
- Dorothea mentionne le fait que Matteusz ait dit ne pas aimer les armes, dans l'épisode Brave-ish Heart.
- Charlie décide d'utiliser le Cabinet des Âmes afin d'exterminer le peuple de l'Ombre, malgré l'avertissement du Docteur dans For Tonight We Might Die.
- Charlie répète la prière rhodienne qu'il avait prononcée dans Brave-ish Heart, afin d'activer le Cabinet des Âmes.
- Dorothea est tuée par un Ange Pleureur, une créature apparue pour la première fois dans l'épisode Les Anges Pleureurs de Doctor Who en 2007.
- Avant de mourir, Dorothea répète avoir une « vision positive », chose qu'elle avait déjà dite dans Brave-ish Heart.